# Czarnogóra w Konkursie Piosenki Eurowizji Junior
Czarnogóra w Konkursie Piosenki Eurowizji Junior zadebiutowała w 2014 roku. Od czasu debiutu udziałem kraju zajmuje się czarnogórski nadawca Radiotelevizija Crne Gore (RTCG).

## Historia Czarnogóry w Konkursie Piosenki Eurowizji Junior

### Konkurs Piosenki Eurowizji Junior 2003–2013
Państwo początkowo brało udział w 2005 jako Serbia i Czarnogóra, gdzie zajęło 13. miejsce zdobywszy 29 punktów.

### Konkurs Piosenki Eurowizji Junior 2014
18 lipca 2014 czarnogórski nadawca RTCG, potwierdził, że zadebiutuje podczas 12. Konkursu Piosenki Eurowizji Junior. 21 sierpnia 2014 ujawniono, że wewnętrznie wybrano duet składający się z dwóch dziewcząt: 14-letniej Mašy Vujadinović i 12-letniej Lejli Vulić. 1 października ujawniono konkursową piosenkę „Budi dijete na jedan dan”. 
15 listopada 2014 duet wystąpił jako dziesiąty w kolejności podczas finału konkursu organizowanego na Malcie i zajął 14. miejsce zdobywszy 24 punkty, w tym 21 pkt od jury (13. miejsce), oraz 10 pkt od widzów (14. miejsce).

### Konkurs Piosenki Eurowizji Junior 2015
Dzień po finale konkursu w 2014 czarnogórska delegacja wyraziła zainteresowanie udziałem w 13. Konkursie Piosenki Eurowizji Junior, jeżeli uda im się znaleźć odpowiedniego sponsora. 1 lipca 2015 czarnogórski nadawca ujawnił, że do reprezentowania kraju wybrał Janę Mirković, a 13 września ujawniono konkursową piosenkę „Oluja”, skomponowaną przez Mirsada Serhatlić a napisaną przez samą wokalistkę i Bobana Novović. 
21 listopada 2015 Jana wystąpiła siedemnasta w kolejności startowej występów i zajęła 13. miejsce zdobywszy 36 punktów, w tym 21 pkt od jury (12. miejsce) oraz 23 pkt od widzów (14. miejsce).

### Konkurs Piosenki Eurowizji Junior 2016–2024: Brak udziału
29 sierpnia 2016 czarnogórski nadawca potwierdził, że wycofuje się z udziału w 14. Konkursie Piosenki Eurowizji Junior z przyczyn finansowych. 
Państwo nie znalazło się na liście uczestników w latach 2017–2018. 29 maja 2019 rzecznik prasowy czarnogórskiej delegacji Sabrija Vulić stwierdził,  że Czarnogóra nie powróci do udziału ponieważ nadawca nie ma pieniędzy na sfinansowanie udziału. W latach 2020–2023 kraj wykluczał powrót do udziału z uwagi na brak środków finansowych.
W styczniu 2024 czarnogórski nadawca Radiotelevizija Crne Gore (RTCG) w opublikowanym planie produkcyjnym na rok 2024 zapowiedział transmisję 22. Konkurs Piosenki Eurowizji Junior. Jednak 11 listopada ujawniono, że nadawca wycofał się z decyzji i nie będzie transmitował wydarzenia.

### Konkurs Piosenki Eurowizji Junior 2025
23 czerwca 2025 czarnogórski nadawca Radiotelevizija Crne Gore (RTCG) ogłosił, że powróci na konkurs po 10-letniej przerwie.

## Uczestnictwo
Czarnogóra uczestniczyła w Konkursie Piosenki Eurowizji Junior od 2014 do 2015 oraz ponownie od 2025 roku. Poniższa tabela uwzględnia wszystkich czarnogórskich reprezentantów, tytuły konkursowych piosenek oraz wyniki w poszczególnych latach.
| Rok                                   | Artysta                        | Piosenka                   | Język                   | Miejsce | Punkty |
| ------------------------------------- | ------------------------------ | -------------------------- | ----------------------- | ------- | ------ |
| 2014                                  | Maša Vujadinović i Lejla Vulić | „Budi dijete na jedan dan” | czarnogórski, angielski | 14      | 24     |
| 2015                                  | Jana Mirković                  | „Oluja”                    | czarnogórski            | 13      | 36     |
| Brak reprezentanta w latach 2016–2024 |                                |                            |                         |         |        |
| 2025                                  |                                |                            |                         |         |        |

Legenda:
     1. miejsce
     2. miejsce
     3. miejsce

## Historia głosowania w finale (2014–2015)
Poniższe tabele pokazują, którym krajom Czarnogóra przyznawała w finale konkursu punkty oraz od których państw czarnogórscy reprezentanci otrzymywali noty.
| Lp. | Kraj     | Punkty |
| --- | -------- | ------ |
| 1   | Serbia   | 19     |
| 2   | Malta    | 16     |
| 3   | Bułgaria | 14     |
| 4   | Włochy   | 13     |
| 5   | Ukraina  | 10     |

| Lp. | Kraj               | Punkty |
| --- | ------------------ | ------ |
| 1   | Serbia             | 12     |
| 2   | Malta              | 10     |
| 3   | Macedonia Północna | 8      |
| 4   | Słowenia           | 3      |
| 5   | Albania            | 1      |

## Komentatorzy i sekretarze
Spis poniżej przedstawia wszystkich czarnogórskich komentatorów konkursu oraz krajowych sekretarzy podających punkty w finale.
| Komentatorzy i sekretarze z Czarnogóry             | Komentatorzy i sekretarze z Czarnogóry | Komentatorzy i sekretarze z Czarnogóry |
| Rok                                                | Komentator                             | Sekretarz                              |
| -------------------------------------------------- | -------------------------------------- | -------------------------------------- |
| 2014                                               | Dražen Bauković i Tamara Ivanković     | Aleksandra                             |
| 2015                                               | Dražen Bauković i Tamara Ivanković     | Lejla Vulić                            |
| Brak reprezentanta i transmisji w latach 2016–2024 |                                        |                                        |
| 2025                                               |                                        |                                        |